# Jugoslavenski dinar
Jugoslavenski dinar (DIN, din., d.) bila je valuta u Kraljevini Jugoslaviji, SFR Jugoslaviji i Saveznoj Republici Jugoslaviji. Srbija ga je zamijenila srpskim dinarom, a Crna Gora eurom. Domaća oznaka valute je bila DIN, din. ili d., a jedan dinar se dijelio na 100 para.

## Povijest
Do 1918. godine, srpski dinar je bio valuta Kraljevine Srbije. Završetkom Prvog svjetskog rata i nastankom Kraljevstva Srba, Hrvata i Slovenaca, dinar postaje platežno sredstvo u svim dijelovima Kraljevine. Jedno se vrijeme na područjima Slovenije, Hrvatske i Bosne i Hercegovine koristila jugoslavenska kruna, koja se kasnije mijenja u omjeru 1 dinar = 4 krune. U isto se vrijeme u Srbiji i Crnoj Gori koristi srpski dinar.

### Denominacije
Nakon Drugog svjetskog rata dinar je denominiran pet puta:
| Datum              | Denominacija     | ISO kôd | Naziv               | Vrijednost po službenom tečaju |
| ------------------ | ---------------- | ------- | ------------------- | ------------------------------ |
| 1. siječnja 1966.  | 100              | YUD     | novi dinar          | 100 DEM = 312,50               |
| 1. siječnja 1990.  | 10.000           | YUN     | konvertibilni dinar | 1 DEM = 7                      |
| 1. srpnja 1992.    | 10               | YUR     | reformirani dinar   | 1 DEM = 13                     |
| 1. listopada 1993. | 1.000.000        | YUO     | listopadski dinar   | 1 DEM = 302,40                 |
| 1. siječnja 1994.  | 1.000.000.000    | YUG     | siječanjski dinar   | 1 DEM = 13.373.454,00          |
| 24. siječnja 1994. | 10 – 13 milijuna | YUM     | novi dinar          | 1 DEM = 302,40                 |

### Raspad Jugoslavije
Nakon raspada SFR Jugoslavije:
- Godine 1991. Slovenija ga je zamijenila privremenim novčanim bonovima, a 1992. godine slovenskim tolarom, a potom 2007. godine eurom;
- Godine 1991. Hrvatska ga je zamijenila hrvatskim dinarom, a u dijelovima pod kontrolom Srpske krajine koristio se krajinski dinar. Godine 1994. godine uvedena je hrvatska kuna, koja je 2023. godine zamijenjena eurom;
- Godine 1992. Makedonija uvodi makedonski denar;
- Godine 1992. Bosna i Hercegovina je uvela bosanskohercegovački dinar, a u dijelovima pod kontrolom Republike Srpske koristio se dinar Republike Srpske. Godine 1998. uvodi se konvertibilna marka;
- Godine 1999. Crna Gora ga je zamijenila njemačkom markom, a 2002. godine eurom.
- Godine 1999. Kosovo ga je zamijenio njemačkom markom, a 2002. godine eurom.
- Godine 2003. Srbija ga je zamijenila srpskim dinarom;

## Novčanice

### 1920. Kraljevina SHS
Prve papirne jugoslavenske dinare izdaje Narodna banka Kraljevine Srba, Hrvata i Slovenaca 1920. godine. Apoen od deset dinara je jedina jugoslavenska novčanica izrađena u SAD. Njena izrada je naručena u tiskari American Bank Note Company, jer su kapaciteti tiskare Banque de France, koja je bila tradicionalni partner Kraljevine Srbije i kasnije Kraljevine Jugoslavije, bili zauzeti nakon Prvog svjetskog rata. Ipak, suradnja je kasnije nastavljena pa su apoeni od 100 i 1.000 dinara opet izrađeni u Francuskoj, da bi od 1930. godine uz podršku Banque de France bio izgrađen i s radom otpočeo Zavod za izradu novčanica u Topčideru – Beograd (ZIN) u kome se proizvode novčanice i kovanice. Prva novčanica proizvedena u ZIN-u je apoen od 10 dinara izdanja 1929. godine.
|  |  | 10 dinara   |  | plava      | goli muškarac i kotač   | krš                                       | 1. studeni 1920.  |
|  |  | 10 dinara   |  | crvena     | lik žene                | Grb Kraljevine Jugoslavije, silueta crkve | 26. svibanj 1926. |
|  |  | 100 dinara  |  | žuta       | lik žene                | brodovi i seljaci                         | 30. studeni 1920. |
|  |  | 1000 dinara |  | ljubičasta | Sveti Juraj ubija zmaja | orač i gradovi u pozadini                 | 30. studeni 1920. |

Promjenom imena države u Kraljevina Jugoslavija 1929. godine, izdate su nove novčanice od 10 i 100 dinara, a slijedile su ih novčanice od 1000 dinara 1931. i od 500 dinara 1935. godine.

### 1929. – 1941. Kraljevina Jugoslavija
| Serija 1929. – 1941. | Serija 1929. – 1941. | Serija 1929. – 1941. | Serija 1929. – 1941. | Serija 1929. – 1941. | Serija 1929. – 1941. | Serija 1929. – 1941.                  | Serija 1929. – 1941.                                          | Serija 1929. – 1941. |
| Izgled               | Izgled               |                      | Nominalna vrijednost | Veličina             | Boja                 | Opis                                  | Opis                                                          | Datum izdavanja      |
| Lice                 | Naličje              |                      | Nominalna vrijednost | Veličina             | Boja                 | Lice                                  | Naličje                                                       | Datum izdavanja      |
| -------------------- | -------------------- | -------------------- | -------------------- | -------------------- | -------------------- | ------------------------------------- | ------------------------------------------------------------- | -------------------- |
|                      |                      |                      |                      |                      |                      |                                       |                                                               |                      |
|                      |                      |                      | 10 dinara            |                      | plavo-zelena         | Kralj Petar II. Stari most u Mostaru  | žena                                                          | 1939.                |
|                      |                      |                      | 20 dinara            |                      | smeđa                | Kralj Petar II.                       | žena                                                          | 1936.                |
|                      |                      |                      | 50 dinara            |                      | smeđa                | Kralj Aleksandar                      | statua konjanika                                              | 1931.                |
|                      |                      |                      | 100 dinara           |                      | ljubičasta           | žena s mačem                          | brodovi                                                       | 1929.                |
|                      |                      |                      | 100 dinara           |                      | ljubičasta           | lik žene i vojnika                    | dvije radnice                                                 | 1934.                |
|                      |                      |                      | 500 dinara           |                      | plava                | Kralj Petar II.                       | žene koje rade                                                | 1935.                |
|                      |                      |                      | 1000 dinara          |                      | žuta                 | Kraljica Marija                       | dvije žene, jedna sa srpom i pšenicom, druga s mačem i štitom | 1931.                |
|                      |                      |                      | 1000 dinara          |                      |                      | tri konjanika i žena učitelj i učenik | ribar i kovač                                                 | 1935.                |
|                      |                      |                      | 10.000 dinara        |                      | smeđa                | Kralj Petar II.                       | dva zemljoradnika                                             | 1936.                |

### 1944. Jugoslavija, partizanski novac
Raspadom Kraljevine Jugoslavije 1941. godine, u Srbiji i dalje vrijedi dinar, nazvan srpski dinar. U Hrvatskoj, Bosni i Hercegovini, kao i drugim dijelovima Nezavisne države Hrvatske, vrijedi kuna kao platežno sredstvo. U okupiranim dijelovima koriste se talijanska lira, njemačka reichsmarka, mađarski peng i bugarski lev. Dinar se ponovo uvodi 1944. godine, te se u početku mijenja u odnosu 1 dinar = 20 srpskih dinara = 40 kuna. U dijelovima okupiranim od strane Italije dinar se mijenja u odnosu 1 dinar = 3 lire.
U Demokratskoj Federativnoj Jugoslaviji 1944. godine izašla je jedna serija novčanica u apoenima od 1, 5, 10, 20, 50, 100, 500 i 1.000 dinara. 
| Serija 1944. | Serija 1944. | Serija 1944.         | Serija 1944. | Serija 1944. | Serija 1944.                                 | Serija 1944.                                                           | Serija 1944.    | Serija 1944.                    | Serija 1944. |
| Izgled       | Izgled       | Nominalna vrijednost | Veličina     | Boja         | Opis                                         | Opis                                                                   | Datum izdavanja | Kataloški broj                  | Napomena |
| Lice         | Naličje      | Nominalna vrijednost | Veličina     | Boja         | Lice                                         | Naličje                                                                | Datum izdavanja | Kataloški broj                  | Napomena |
| ------------ | ------------ | -------------------- | ------------ | ------------ | -------------------------------------------- | ---------------------------------------------------------------------- | --------------- | ------------------------------- | --- |
|              |              | 1 dinar              |              | svjetlosmeđa | Lik jugoslavenskog partizana Milivoja Rodića | Grb Demokratske Federativne Jugoslavije Nominalna vrijednost novčanice | 1944.           | P-48 P-48a, P-48b, P-48c, P-48d | Novčanice su tiskane u četiri serije: a – tanki papir, bez sigurnosne niti b – deblji papir, bez sigurnosne niti c – sigurnosna nit okomito d – sigurnosna nit vodoravno |
|              |              | 5 dinara             |              | plava        | Lik jugoslavenskog partizana Milivoja Rodića | Grb Demokratske Federativne Jugoslavije Nominalna vrijednost novčanice | 1944.           | P-49 P-49a, P-49b               | Novčanice su tiskane u četiri serije: a – tanki papir, bez sigurnosne niti b – deblji papir, bez sigurnosne niti c – sigurnosna nit okomito d – sigurnosna nit vodoravno |
|              |              | 10 dinara            |              | ljubičasta   | Lik jugoslavenskog partizana Milivoja Rodića | Grb Demokratske Federativne Jugoslavije Nominalna vrijednost novčanice | 1944.           | P-50 P-50a, P-50b, P-50c        | Novčanice su tiskane u četiri serije: a – tanki papir, bez sigurnosne niti b – deblji papir, bez sigurnosne niti c – sigurnosna nit okomito d – sigurnosna nit vodoravno |
|              |              | 20 dinara            |              | crvena       | Lik jugoslavenskog partizana Milivoja Rodića | Grb Demokratske Federativne Jugoslavije Nominalna vrijednost novčanice | 1944.           | P-51 P-51a, P-51b, P-51c, P-51d | Novčanice su tiskane u četiri serije: a – tanki papir, bez sigurnosne niti b – deblji papir, bez sigurnosne niti c – sigurnosna nit okomito d – sigurnosna nit vodoravno |
|              |              | 50 dinara            |              | plava        | Lik jugoslavenskog partizana Milivoja Rodića | Grb Demokratske Federativne Jugoslavije Nominalna vrijednost novčanice | 1944.           | P-52 P-52a, P-52b               | Novčanice su tiskane u četiri serije: a – tanki papir, bez sigurnosne niti b – deblji papir, bez sigurnosne niti c – sigurnosna nit okomito d – sigurnosna nit vodoravno |
|              |              | 100 dinara           |              | zelena       | Lik jugoslavenskog partizana Milivoja Rodića | Grb Demokratske Federativne Jugoslavije Nominalna vrijednost novčanice | 1944.           | P-53 P-53a, P-53b               | Novčanice su tiskane u četiri serije: a – tanki papir, bez sigurnosne niti b – deblji papir, bez sigurnosne niti c – sigurnosna nit okomito d – sigurnosna nit vodoravno |
|              |              | 500 dinara           |              | smeđa        | Lik jugoslavenskog partizana Milivoja Rodića | Grb Demokratske Federativne Jugoslavije Nominalna vrijednost novčanice | 1944.           | P-54 P-54a, P-54b               | Novčanice su tiskane u četiri serije: a – tanki papir, bez sigurnosne niti b – deblji papir, bez sigurnosne niti c – sigurnosna nit okomito d – sigurnosna nit vodoravno |
|              |              | 1.000 dinara         |              | zelena       | Lik jugoslavenskog partizana Milivoja Rodića | Grb Demokratske Federativne Jugoslavije Nominalna vrijednost novčanice | 1944.           | P-55 P-55a, P-55b               | Novčanice su tiskane u četiri serije: a – tanki papir, bez sigurnosne niti b – deblji papir, bez sigurnosne niti c – sigurnosna nit okomito d – sigurnosna nit vodoravno |

### 1946. FNR Jugoslavija
Narodna banka Federativne Narodne Republike Jugoslavije izdala je novu seriju novčanica 1946. godine u apoenima od 50, 100, 500 i 1000 dinara. Novčanica od 5000 dinara 1950. godine nije izdana. Srednji tečaj NBH na dan 15. siječnja 1945. iznosi 50 dinara = 1 USD = 0,60 DEM.
| Serija 1946. – 1950. | Serija 1946. – 1950. | Serija 1946. – 1950. | Serija 1946. – 1950. | Serija 1946. – 1950. | Serija 1946. – 1950.   | Serija 1946. – 1950.       | Serija 1946. – 1950. |
| Izgled               | Izgled               | Nominalna vrijednost | Veličina             | Boja                 | Opis                   | Opis                       | Datum izdavanja      |
| Lice                 | Naličje              | Nominalna vrijednost | Veličina             | Boja                 | Lice                   | Naličje                    | Datum izdavanja      |
| -------------------- | -------------------- | -------------------- | -------------------- | -------------------- | ---------------------- | -------------------------- | -------------------- |
|                      |                      | 50 dinara            |                      | žuta                 | rudar                  | drvosječa                  | 1946.                |
|                      |                      | 100 dinara           |                      | smeđa                | kovač i kosac          | ribar                      | 1946.                |
|                      |                      | 500 dinara           |                      | smeđa                | jugoslavenski partizan | orač                       | 1946.                |
|                      |                      | 1.000 dinara         |                      | smeđa                | lik žene sa srpom      | vodopad i lik žene s mačem | 1946.                |
|                      |                      | 5.000 dinara         |                      | plava                | brod u luci            | radnici u željezari        | Nije izdana.         |

### 1955. FNR Jugoslavija
Narodna banka Federativne Narodne Republike Jugoslavije pripremila je i pustila u optjecaj novu seriju novčanica, u apoenima od 100, 500, 1000 i 5.000 dinara, s datumom 1. svibnja 1955.
| Serija 1955. – 1963. | Serija 1955. – 1963. | Serija 1955. – 1963. | Serija 1955. – 1963. | Serija 1955. – 1963. | Serija 1955. – 1963.                                | Serija 1955. – 1963. | Serija 1955. – 1963. |
| Izgled               | Izgled               | Nominalna vrijednost | Veličina             | Boja                 | Opis                                                | Opis                 | Datum izdavanja      |
| Lice                 | Naličje              | Nominalna vrijednost | Veličina             | Boja                 | Lice                                                | Naličje              | Datum izdavanja      |
| -------------------- | -------------------- | -------------------- | -------------------- | -------------------- | --------------------------------------------------- | -------------------- | -------------------- |
|                      |                      | 100 dinara           |                      | crvena               | lik žene                                            | Dubrovnik            | 1955.                |
|                      |                      | 500 dinara           |                      | zelena               | žena sa srpom                                       | žetva                | 1955.                |
|                      |                      | 1.000 dinara         |                      | smeđa                | Arif Heralić, radnik željezare u Zenici             | tvornica             | 1955.                |
|                      |                      | 5.000 dinara         |                      | plava                | Reljef Ivana Meštrovića pod nazivom Kosovka devojka |                      | 1955.                |

### 1966. SFR Jugoslavija, novi dinar
Denominacijom dinara u odnosu 1:100, 1. siječnja 1966. godine, Narodna banka Jugoslavije pušta u optjecaj apoene dinara u vrijednosti od 5, 10, 50 i 100 dinara, ali s datumom izdavanja 1. kolovoza 1965. Serija novčanica od 5 i 50 dinara iz 1965. godine na naličju ima tekst Наpодна банка Југославије ćirilicom, kao i ostale tekstove (гувернер, вицегувернер, датум, Београд), dok je naziv dinara otiskan u četiri varijante (dinara, динара, динари, dinarjev). Na poleđini novčanica ime države ispisano je latinicom i ćirilicom, dok su nazivi republika ispisani u ćirilićnom pismu. Novčanica od 10 dinara sve tekstove na licu ima u latiničnom pismu, kao i imena republika na naličju. 
Nova serija iz 1968. godine na licu i naličju novčanice koristi sve službene jezike i pisma u SFRJ. Koristi se promijenjeni dizajn novčanica prethodne serije, dok se novčanice od 500 dinara izdaju 1970. godine, a od 20 i 1000 dinara 1974. godine. Tom promjenom, denominirani dinar se često naziva novi dinar, dok se u govornom jeziku zadržale novčane vrijednosti tzv. starog dinara, te se npr. u govoru za novčani iznos od 10 dinara, često govorilo "tisuću starih dinara". ISO 4217 kod dinara iz ovog perioda bio je YUD.
| Serija 1965. – 1981. | Serija 1965. – 1981. | Serija 1965. – 1981. | Serija 1965. – 1981. | Serija 1965. – 1981. | Serija 1965. – 1981.                                                                                  | Serija 1965. – 1981.  | Serija 1965. – 1981.                                  | Serija 1965. – 1981.     | Serija 1965. – 1981. |
| Izgled               | Izgled               | Nominalna vrijednost | Veličina             | Boja                 | Opis                                                                                                  | Opis                  | Datum izdavanja1                                      | Numeracija2              |                      |
| Lice                 | Naličje              | Nominalna vrijednost | Veličina             | Boja                 | Lice                                                                                                  | Naličje               | Datum izdavanja1                                      | Numeracija2              |                      |
| -------------------- | -------------------- | -------------------- | -------------------- | -------------------- | --- | --------------------- | ----------------------------------------------------- | ------------------------ | -------------------- |
|                      |                      | 5 dinara             | 123 x 59 mm          | zelena               | žena sa srpom                                                                                         | traktor               | 1. kolovoza 1965.                                     | (AA 000000)              |                      |
|                      |                      | 5 dinara             | 123 x 59 mm          | zelena               | žena sa srpom                                                                                         | nominalna vrijednost  | 1. svibnja 1968.                                      | (AA 000000)              |                      |
|                      |                      | 10 dinara            | 131 x 62 mm          | smeđa                | Arif Heralić, radnik željezare u Zenici                                                               | tvornica              | 1. kolovoza 1965.                                     | (AA 000000)              |                      |
|                      |                      | 10 dinara            | 131 x 62 mm          | smeđa                | Arif Heralić, radnik željezare u Zenici                                                               | nominalna vrijednost  | 1. svibnja 1968. 12. kolovoza 1978. 4. studenog 1981. | (AA 000000) (AA 0000000) |                      |
|                      |                      | 20 dinara            | 139 x 65 mm          | ljubičasta           | brod u luci                                                                                           | nominalna vrijednost  | 1974. 4. studenog 1981.                               | (AA 0000000)             |                      |
|                      |                      | 50 dinara            | 140 x 66 mm          | plava                | Reljef Ivana Meštrovića pod nazivom Kosovka devojka                                                   | zgrada Skupštine FNRJ | 1. kolovoza 1965.                                     | (AA 000000)              |                      |
|                      |                      | 50 dinara            | 140 x 66 mm          | plava                | Reljef Ivana Meštrovića pod nazivom Kosovka devojka                                                   | nominalna vrijednost  | 1. svibnja 1968. 12. kolovoza 1978. 4. studenog 1981. | (AA 000000) (AA 0000000) |                      |
|                      |                      | 100 dinara           | 148 x 70 mm          | crvena               | spomenik u New Yorku, pred ulazom u Zgradu Organizacije Ujedinjenih naroda, djelo Antuna Augustinčića | nominalna vrijednost  | 1965. 12. kolovoza 1978. 16. svibnja 1986.            | (AA 0000000)             |                      |
|                      |                      | 500 dinara           | 156 x 74 mm          | zelena               | statua Nikole Tesle, na Niagarinim slapovima, djelo Frane Kršinića                                    | nominalna vrijednost  | 1970. 12. kolovoza 1978. 4. studenog 1981.            | (AA 0000000)             |                      |
|                      |                      | 1.000 dinara         | 164 x 78 mm          | plava                | žena s voćem                                                                                          | nominalna vrijednost  | 1974. 4. studenog 1981.                               | (AA 0000000)             |                      |

1Serije novčanica s različitim datumima izdavanja razlikuju se po potpisima guvernera i zamjenika guvernera.
2Novčanice izdane 1. svibnja 1968. bile su numerirane kombinacijom dva slova i šest brojeva (AA 000000) i kombinacijom dva slova i sedam brojeva (AA 0000000). Kasnija izdanja su bila s (AA 0000000).

### 1985. SFR Jugoslavija
Godine 1985. izlazi nova serija novčanica, koja je započeta uvođenjem novčanice od 5000 dinara s likom jugoslavenskog predsjednika Josipa Broza Tita. Već 1987. godine, zbog visoke inflacije uvode se novčanice od 20.000 dinara, nakon toga novčanice od 50.000 dinara 1988., te 100.000, 500.000, 1 milijun i 2 milijuna dinara, 1989. godine. Novčanice od 500.000 i 2.000.000 dinara razlikuju se od ostale serije jer nemaju likove ljudi, nego crteže spomenika na Kozari, Tjentištu i Šumaricama.
Početkom osamdesetih donesena je odluka da se postojeća serija novca zamijeni novom, modernijom.
U novoj seriji, svaka pojedina novčanica je trebala predstavljala jednu od jugoslavenskih republika, na licu bi imala jednu povijesnu ličnost iz te republike, a na naličju motiv iz te republike. Najmanja novčanica od 10 dinara predstavljala bi najmanju republiku, Crnu Goru, a najveća postojeća od 1000 dinara najveću republiku, Srbiju, a uvela bi se i nova novčanica od 5000 dinara koja bi predstavljala Jugoslaviju. Prvo je trebala biti izdana najveća novčanica, a zatim bi se postupno zamjenjivale novčanice manjih apoena.
Prva novčanica u nizu bila je ona od 5.000 dinara, koja je na licu imala prikaz Josipa Broza Tita, a na naličju Jajce, mjesto u kojem je osnovana socijalistička Jugoslavija.
Druga novčanica trebala je biti u apoenu od 1.000 dinara, s datumom izdavanja 1986., predstavljati SR Srbiju i na licu imati portret Vuka Stefanovića Karadžića. Sve matrice su bile gotove i novčanica je bila spremna za tiskanje, ali nikada nije puštena u optjecaj. S obzirom na hiperinflaciju, pojavila se potreba za novčanicama sve većih apoena, a ne sve manjih. Matrice za novčanicu s Vukom Karadžićem su prerađene tako da je nominalna vrijednost bila 10.000 dinara. No tada se pojavio politički problem. Ako bi novčanica koja predstavlja Vuka Karadžića i Srbiju bila veća od novčanice koja predstavlja Tita i Jugoslaviju, to bi odašiljalo poruku da su Vuk Karadžić i Srbija važniji od Tita i Jugoslavije. Stoga je novčanica od 10.000 dinara preskočena, a već gotove matrice iskorištene su 1993. za izradu novčanice od 10.000 "listopadskih" (srp. oktobarskih) dinara.
Ideja „šest novčanica - šest republika” je odbačena i u nastavku serije na licu novčanice prikazuju se anonimni modeli, a na naličju se predstavljaju pojedine privredne grane. U službenim odredbama likovi se nazivaju „rudar”, „mlada djevojka”, „djevojčica”, „žena”.
Rudarska oprema simbolizira rudarstvo, veduta Dubrovnika simbolizira turizam, slova i brojevi simboliziraju informatiku (prikaz oka se naziva "pogled u budućnost"), a klas pšenice simbolizira poljoprivredu.
Postoji potpuno neutemeljena legenda po kojoj lik rudara predstavlja rudara Aliju Sirotanovića, a lik mlade djevojke stjuardesu Vesnu Vulović. Niti su na novčanicama navedena njihova imena, kao kod ostalih povijesnih ličnosti, niti se njihova imena spominju igdje u službenim dokumentima, niti postoji fizička sličnost s dotičnim osobama.
| Serija 1985. – 1989. | Serija 1985. – 1989. | Serija 1985. – 1989. | Serija 1985. – 1989. | Serija 1985. – 1989. | Serija 1985. – 1989.                         | Serija 1985. – 1989.                                                                               | Serija 1985. – 1989. |
| Izgled               | Izgled               | Nominalna vrijednost | Veličina             | Boja                 | Opis                                         | Opis                                                                                               | Datum izdavanja      |
| Lice                 | Naličje              | Nominalna vrijednost | Veličina             | Boja                 | Lice                                         | Naličje                                                                                            | Datum izdavanja      |
| -------------------- | -------------------- | -------------------- | -------------------- | -------------------- | -------------------------------------------- | -------------------------------------------------------------------------------------------------- | -------------------- |
|                      |                      | 5.000 dinara         |                      | plava                | Josip Broz Tito                              | Jajce                                                                                              | 1985.                |
|                      |                      | 20.000 dinara        |                      | smeđa                | lik rudara (po legendi Alija Sirotanović)    | rudarska oprema (rudarstvo)                                                                        | 1987.                |
|                      |                      | 50.000 dinara        |                      | zelena               | lik mlade djevojke                           | Dubrovnik (turizam)                                                                                | 1988.                |
|                      |                      | 100.000 dinara       |                      | crvena               | lik djevojčice                               | slova i brojevi (informatika)                                                                      | 1989.                |
|                      |                      | 500.000 dinara       |                      | ljubičasta           | Spomenik na Mrakovici, djelo Dušana Džamonje | Spomenik palim borcima u Dolini heroja na Tjentištu, autora Miodraga Živkovića                     | 1989.                |
|                      |                      | 1.000.000 dinara     |                      | žuta                 | lik žene s rupcem                            | klas pšenice (poljoprivreda)                                                                       | 1989.                |
|                      |                      | 2.000.000 dinara     |                      | zelena i smeđa       | Spomenik na Mrakovici, djelo Dušana Džamonje | Spomenik Prekinut let u Spomen-parku Kragujevački listopad u Šumaricama, autora Miodraga Živkovića | 1989.                |

### 1990. SFR Jugoslavija, konvertibilni dinar
ISO 4217 kod dinara iz ovog perioda bio je YUN. 1. siječnja 1990. godine izvršena je druga denominacija jugoslavenskog dinara u omjeru 
10.000 novih dinara (YUD) = 1 konvertibilni dinar (YUN).
Novčanice su zadržale isti dizajn i slične su seriji iz 1985. godine, s tim da su zbog denominacije dinara, nominalne vrijednosti postale manje za četiri nule. Izdane su novčanice od 10, 50, 100, 200, 500 i 1.000 dinara. Serija novčanica iz 1990. godine zadnja na kojoj se nalazi grb SFRJ i naziv SFR Jugoslavija.
| Serija 1990. – 1991. | Serija 1990. – 1991. | Serija 1990. – 1991. | Serija 1990. – 1991. | Serija 1990. – 1991. | Serija 1990. – 1991.                         | Serija 1990. – 1991.                                                                               | Serija 1990. – 1991. |
| Izgled               | Izgled               | Nominalna vrijednost | Veličina             | Boja                 | Opis                                         | Opis                                                                                               | Datum izdavanja      |
| Lice                 | Naličje              | Nominalna vrijednost | Veličina             | Boja                 | Lice                                         | Naličje                                                                                            | Datum izdavanja      |
| -------------------- | -------------------- | -------------------- | -------------------- | -------------------- | -------------------------------------------- | -------------------------------------------------------------------------------------------------- | -------------------- |
|                      |                      | 10 dinara            |                      | crvena               | djevojčica                                   | slova i brojevi                                                                                    | 1990.                |
|                      |                      | 50 dinara            |                      | ljubičasta           | Spomenik na Mrakovici, djelo Dušana Džamonje | Spomenik palim borcima u Dolini heroja na Tjentištu, autora Miodraga Živkovića                     | 1990.                |
|                      |                      | 50 dinara            |                      | purpurna             | dječak                                       | cvijeće                                                                                            | 1990.                |
|                      |                      | 100 dinara           |                      | žuta                 | žena                                         | klas pšenice                                                                                       | 1990.                |
|                      |                      | 200 dinara           |                      | zelena i smeđa       | Spomenik na Mrakovici, djelo Dušana Džamonje | Spomenik Prekinut let u Spomen-parku Kragujevački listopad u Šumaricama, autora Miodraga Živkovića | 1990.                |
|                      |                      | 500 dinara           |                      | plava                | mladić                                       | planine                                                                                            | 1990.                |
|                      |                      | 1.000 dinara         |                      | narančasta           | Nikola Tesla                                 | Teslin transformator                                                                               | 1990.                |

### 1991. Jugoslavija, za izvanredne potrebe zemlje
Godine 1991. Slovenija, Hrvatska i Makedonija uvode novčane bonove, a kasnije i novac, te su izdane novčanice "za izvanredne potrebe zemlje" koje su bile u optjecaju samo u Srbiji, Crnoj Gori i Bosni i Hercegovini.
Novčanice su zadržale isti dizajn kao novčanice puštene u optjecaj 1990. godine, s istom nominalnom vrijednošću, ali s promijenjenim bojama, bez grba SFRJ i s imenom Jugoslavija, bez troslovne skraćenice SFR ispred naziva države, te bez imena republika koje sačinjavaju Jugoslaviju. U ovoj seriji izdate su novčanice u apoenima od 100, 500, 1.000 i 5.000 dinara.
| Serija 1990. – 1991. | Serija 1990. – 1991. | Serija 1990. – 1991. | Serija 1990. – 1991. | Serija 1990. – 1991. | Serija 1990. – 1991. | Serija 1990. – 1991.        | Serija 1990. – 1991. |
| Izgled               | Izgled               | Nominalna vrijednost | Veličina             | Boja                 | Opis                 | Opis                        | Datum izdavanja      |
| Lice                 | Naličje              | Nominalna vrijednost | Veličina             | Boja                 | Lice                 | Naličje                     | Datum izdavanja      |
| -------------------- | -------------------- | -------------------- | -------------------- | -------------------- | -------------------- | --------------------------- | -------------------- |
|                      |                      | 100 dinara           |                      | tamno žuta           | žena                 | klas pšenice                | 1991.                |
|                      |                      | 500 dinara           |                      | narančasta           | mladić               | planine                     | 1991.                |
|                      |                      | 1.000 dinara         |                      | plava                | Nikola Tesla         | Teslin transformator        | 1991.                |
|                      |                      | 5.000 dinara         |                      | ljubičasta           | Ivo Andrić           | Most Mehmed-paše Sokolovića | 1991.                |

### 1992. SR Jugoslavija, reformirani dinar
ISO 4217 kod dinara iz ovog perioda bio je YUR. 1. srpnja 1992. godine izvršena je treća denominacija jugoslavenskog dinara po omjeru: 
10 konvertibilnih dinara (YUN) = 1 reformirani inflatorni dinar (YUR).
Novčanice su zadržale stari dizajn, s tom razlikom što se na naličju novčanica ne nalazi grb SFRJ, nego grb Narodne banke SR Jugoslavije, a na poleđini je ime države napisano latinicom i ćirilicom Jugoslavija. Za razliku od prethodnih serija, na novčanicama se ne nalaze, nazivi na jezicima drugih zemalja bivše SFRJ, već samo nazivi na srpskom jeziku koji su napisani ćirilicom i latinicom. U 1992. godini izdate su novčanice od 100, 500, 1.000, 5.000, 10.000 i 50.000 dinara. Zbog hiperinflacije, prourokovane ekonomskom krizom 1993. godine izlaze novčanice u apoenima od 100.000, 500.000, 1 milijun, 5 milijuna, 10 milijuna, 50 milijuna, 100 milijuna, 500 milijuna, 1 milijarde i 10 milijardâ dinara.
| Serija 1992. – 1993. | Serija 1992. – 1993. | Serija 1992. – 1993.                        | Serija 1992. – 1993. | Serija 1992. – 1993. | Serija 1992. – 1993. | Serija 1992. – 1993.                           | Serija 1992. – 1993. |
| Izgled               | Izgled               | Nominalna vrijednost                        | Veličina             | Boja                 | Opis                 | Opis                                           | Datum izdavanja      |
| Lice                 | Naličje              | Nominalna vrijednost                        | Veličina             | Boja                 | Lice                 | Naličje                                        | Datum izdavanja      |
| -------------------- | -------------------- | ------------------------------------------- | -------------------- | -------------------- | -------------------- | ---------------------------------------------- | -------------------- |
|                      |                      | 100 dinara                                  |                      | plava                | žena                 | klas pšenice                                   | 1992.                |
|                      |                      | 500 dinara                                  |                      | ljubičasta           | mladić               | planine                                        | 1992.                |
|                      |                      | 1.000 dinara                                |                      | crvena               | Nikola Tesla         | Teslin transformator                           | 1992.                |
|                      |                      | 5.000 dinara                                |                      | zelena               | Ivo Andrić           | Most Mehmed-paše Sokolovića                    | 1992.                |
|                      |                      | 10.000 dinara                               |                      | smeđa                | djevojčica           | slova i brojevi                                | 1992.                |
|                      |                      | 50.000 dinara                               |                      | zelena               | dječak               | cvijeće                                        | 1992.                |
|                      |                      | 100.000 dinara                              |                      | žuta                 | žena                 | suncokreti                                     | 1993.                |
|                      |                      | 500.000 dinara                              |                      | ljubičasta           | mladić               | planine                                        | 1993.                |
|                      |                      | 1.000.000 dinara                            |                      | ljubičasta           | dječak               | cvijeće                                        | 1993.                |
|                      |                      | 5.000.000 dinara                            |                      | plava i tamno crvena | Nikola Tesla         | Teslin transformator i Hidroelektrana Đerdap   | 1993.                |
|                      |                      | 10.000.000 dinara                           |                      | zelena               | Ivo Andrić           | Narodna biblioteka Srbije                      | 1993.                |
|                      |                      | 50.000.000 dinara                           |                      | crvena               | djevojčica           | Sveučilište u Beogradu                         | 1993.                |
|                      |                      | 100.000.000 dinara                          |                      | plava                | mladić               | Zgrada SANU                                    | 1993.                |
|                      |                      | 500.000.000 dinara                          |                      | ljubičasta           | žena                 | Poljoprivredni fakultet Sveučilišta u Beogradu | 1993.                |
|                      |                      | 1.000.000.000 dinara (1 milijarda dinara)   |                      | ružičasta            | djevojčica           | Zgrada Skupštine SR Jugoslavije                | 1993.                |
|                      |                      | 10.000.000.000 dinara (10 milijardâ dinara) |                      | ružičasta            | Nikola Tesla         | Teslin transformator                           | 1993.                |

### 1993. SR Jugoslavija, listopadski dinar
ISO 4217 kod dinara iz ovog perioda bio je YUO. 1. listopada 1993. godine izvršena je četvrta denominacija jugoslavenskog dinara u omjeru: 
1.000.000 reformiranih dinara (YUR) = 1 listopadski dinar (YUO).
Novčanice su zadržale stari dizajn, kao i motive. U seriji iz 1993. godine izdane su novčanice od 5.000, 10.000, 50.000, 500.000, 5 milijuna, 50 milijuna, 500 milijuna, 5 milijarda, 50 milijarda i 500 milijarda dinara. Već za tri mjeseca, zbog hiperinflacije, došlo je do nove denominacije dinara.
| Serija 1993. | Serija 1993. | Serija 1993.                                  | Serija 1993. | Serija 1993.    | Serija 1993.              | Serija 1993.                         | Serija 1993.    |
| Izgled       | Izgled       | Nominalna vrijednost                          | Veličina     | Boja            | Opis                      | Opis                                 | Datum izdavanja |
| Lice         | Naličje      | Nominalna vrijednost                          | Veličina     | Boja            | Lice                      | Naličje                              | Datum izdavanja |
| ------------ | ------------ | --------------------------------------------- | ------------ | --------------- | ------------------------- | ------------------------------------ | --------------- |
|              |              | 5.000 dinara                                  |              | smeđa           | Nikola Tesla              | Muzej Nikole Tesle u Beogradu        | 1993.           |
|              |              | 10.000 dinara                                 |              | crvena i zelena | Vuk Karadžić              | Tršić i Manastir Tronoša             | 1993.           |
|              |              | 50.000 dinara                                 |              | ljubičasta      | Petar II. Petrović Njegoš | Cetinjski manastir                   | 1993.           |
|              |              | 500.000 dinara                                |              | zelena          | Dositej Obradović         | Manastir Novo Hopovo                 | 1993.           |
|              |              | 5.000.000 dinara                              |              | smeđa i plava   | Karađorđe                 | Karađorđev konak u Topoli            | 1993.           |
|              |              | 50.000.000 dinara                             |              | crvena          | Mihajlo Pupin             | Stara telefonska centrala u Beogradu | 1993.           |
|              |              | 500.000.000 dinara                            |              | plava           | Jovan Cvijić              | Zgrada Sveučilišta u Beogradu        | 1993.           |
|              |              | 5.000.000.000 dinara (5 milijardâ dinara)     |              | žuta            | Đura Jakšić               | Manastir Vraćevšnica                 | 1993.           |
|              |              | 50.000.000.000 dinara (50 milijardâ dinara)   |              | crvena i plava  | Miloš Obrenović           | Konak kneza Miloša                   | 1993.           |
|              |              | 500.000.000.000 dinara (500 milijardâ dinara) |              | tamno crvena    | Jovan Jovanović Zmaj      | Narodna biblioteka Srbije            | 1993.           |

### 1994. SR Jugoslavija, siječanjski dinar
ISO 4217 kod dinara iz ovog razdoblja bio je YUG. 1. siječnja 1994. godine izvršena je peta denominacija jugoslavenskog dinara u omjeru: 
1.000.000.000 listopadskih dinara (YUO) = 1 siječanjski dinar (YUG).
Novčanice su zadržale stari dizajn, kao i motive. U seriji iz 1994. godine izdane su novčanice od 10, 100, 1.000, 5.000, 50.000, 100.000, 500.000 i 10 milijuna dinara. Samo tri tjedna kasnije, 24. siječnja 1994. zbog hiperinflacije, došlo je do nove denominacije dinara. U ovoj seriji, novčanice od 10 i 100 dinara nisu imale serijske brojeve. Novčanica od 10 milijuna dinara iz serije 1992. – 1993. je izdata s crvenim žigom 1994, te novim potpisom guvernera na naličju, kako bi se razlikovala od prvobitnog izgleda ove novčanice.
| Serija 1994. | Serija 1994. | Serija 1994.                                                          | Serija 1994. | Serija 1994.        | Serija 1994.              | Serija 1994.                  | Serija 1994.    |
| Izgled       | Izgled       | Nominalna vrijednost                                                  | Veličina     | Boja                | Opis                      | Opis                          | Datum izdavanja |
| Lice         | Naličje      | Nominalna vrijednost                                                  | Veličina     | Boja                | Lice                      | Naličje                       | Datum izdavanja |
| ------------ | ------------ | --------------------------------------------------------------------- | ------------ | ------------------- | ------------------------- | ----------------------------- | --------------- |
|              |              | 10 dinara                                                             |              | zelena              | Josif Pančić              | Pančićeva omorika i planine   | 1994.           |
|              |              | 100 dinara                                                            |              | plava i crvena      | Nikola Tesla              | Muzej Nikole Tesle u Beogradu | 1994.           |
|              |              | 1.000 dinara                                                          |              | ljubičasta i crvena | Petar II. Petrović Njegoš | Cetinjski manastir            | 1994.           |
|              |              | 5.000 dinara                                                          |              | plava i ljubičasta  | Dositej Obradović         | Manastir Novo Hopovo          | 1994.           |
|              |              | 50.000 dinara                                                         |              | crvena              | Karađorđe                 | Karađorđev konak u Topoli     | 1994.           |
|              |              | 500.000 dinara                                                        |              | žuta                | Jovan Cvijić              | Zgrada Sveučilišta u Beogradu | 1994.           |
|              |              | 10.000.000 dinara (Novčanica iz 1993. godine s dodatnim žigom "1994") |              | zelena              | Ivo Andrić                | Narodna biblioteka Srbije     | 1994.           |

### 1994. SR Jugoslavija, novi dinar
ISO 4217 kod dinara iz ovog perioda bio je YUM. 24. siječnja 1994. godine izvršena je zamjena jugoslavenskog dinara, koji je bio direktno vezan za njemačku marku, po tečaju prethodnog dana u odnosu: 
13.000.000 siječanjskih dinara (YUG) = 1 Novi dinar (YUM) = 1 njemačka marka (DEM).
Naziv Novi dinar, bio je otisnut na novčanicama i zadržao se do 2000. godine. Prva serija sadržavala je apoene od 1, 5 i 10 novih dinara. U drugoj seriji iste godine izašle su dvije nove varijante novčanice od 5, 10 i nova novčanica od 20 novih dinara, i to, s grbom SRJ, umjesto grba Narodne banke SR Jugoslavije, dok su apoeni od 50 i 100 novih dinara pušteni u optjecaj 1996. godine. Apoen od 200 novih dinara je tiskan 1999. godine, ali nije pušten u optjecaj.
| Serija 1994. – 1996. "Novi dinar" | Serija 1994. – 1996. "Novi dinar" | Serija 1994. – 1996. "Novi dinar" | Serija 1994. – 1996. "Novi dinar" | Serija 1994. – 1996. "Novi dinar" | Serija 1994. – 1996. "Novi dinar" | Serija 1994. – 1996. "Novi dinar" | Serija 1994. – 1996. "Novi dinar" |
| Izgled                            | Izgled                            | Nominalna vrijednost              | Veličina                          | Boja                              | Opis                              | Opis                              | Datum izdavanja                   |
| Lice                              | Naličje                           | Nominalna vrijednost              | Veličina                          | Boja                              | Lice                              | Naličje                           | Datum izdavanja                   |
| --------------------------------- | --------------------------------- | --------------------------------- | --------------------------------- | --------------------------------- | --------------------------------- | --------------------------------- | --------------------------------- |
|                                   |                                   | 1 novi dinar                      |                                   | smeđa i plava                     | Josif Pančić                      | Pančićeva omorika i planine       | 1994.                             |
|                                   |                                   | 5 novih dinara                    |                                   | crvena                            | Nikola Tesla                      | Muzej Nikole Tesle u Beogradu     | 1994.                             |
|                                   |                                   | 5 novih dinara                    | ljubičasta                        |                                   | Nikola Tesla                      | Muzej Nikole Tesle u Beogradu     | 1994.                             |
|                                   |                                   | 10 novih dinara                   |                                   | ljubičasta                        | Petar II. Petrović Njegoš         | Cetinjski manastir                | 1994.                             |
|                                   |                                   | 10 novih dinara                   | crvena                            |                                   | Petar II. Petrović Njegoš         | Cetinjski manastir                | 1994.                             |
|                                   |                                   | 20 novih dinara                   |                                   | zelena i smeđa                    | Đura Jakšić                       | Manastir Vraćevšnica              | 1994.                             |
|                                   |                                   | 50 novih dinara                   |                                   | plava                             | Miloš Obrenović                   | Konak kneza Miloša u Topčideru    | 1996.                             |
|                                   |                                   | 100 novih dinara                  |                                   | žuta                              | Dositej Obradović                 | Manastir Novo Hopovo              | 1996.                             |

### 2000. SR Jugoslavija
Godine 2000. izdane su nove novčanice bez riječi novi u apoenima od 10, 20, 50 i 100 dinara. Novčanice od 200 i 1.000 dinara su izdane 2001., a poslije njih je 2002. puštena u optjecaj i novčanica od 5.000 dinara.
| Serija 2000. – 2002. | Serija 2000. – 2002. | Serija 2000. – 2002. | Serija 2000. – 2002. | Serija 2000. – 2002. | Serija 2000. – 2002.                                                   | Serija 2000. – 2002.                                                                                                   | Serija 2000. – 2002. |
| Izgled               | Izgled               | Nominalna vrijednost | Veličina             | Boja                 | Opis                                                                   | Opis | Datum izdavanja      |
| Lice                 | Naličje              | Nominalna vrijednost | Veličina             | Boja                 | Lice                                                                   | Naličje | Datum izdavanja      |
| -------------------- | -------------------- | -------------------- | -------------------- | -------------------- | ---------------------------------------------------------------------- | --- | -------------------- |
|                      |                      | 10 dinara            |                      | oker-žuta            | Vuk Karadžić Filip Višnjić u pozadini                                  | Slika Vuka Karadžića Učesnici Prvog slovenskog kongresa održanog u Pragu 1848. Vinjete slova koje je uveo Vuk Karadžić | 2000.                |
|                      |                      | 20 dinara            |                      | zelena               | Petar II. Petrović Njegoš                                              | Statua Njegoša iz Njegoševog mauzoleja planina Lovćen                                                                  | 2000.                |
|                      |                      | 50 dinara            |                      | purpurna             | Stevan Stojanović Mokranjac klavir                                     | Slika Mokranjca Motiv iz Miroslavljevog evanđelja Note                                                                 | 2000.                |
|                      |                      | 100 dinara           |                      | plava                | Nikola Tesla definicija Tesle, jedinice magnetske indukcije            | Portret Nikole Tesle asinkroni motor                                                                                   | 2000.                |
|                      |                      | 200 dinara           |                      | smeđa                | Nadežda Petrović; Statua Nadežde Petrović; Silueta manastira Gračanica | slika Nadežde Petrović manastir Gračanica                                                                              | 2001.                |
|                      |                      | 1.000 dinara         |                      | crvena               | Đorđe Vajfert Vajfertova pivovara                                      | Slika Đorđa Vajferta Hologram Svetog Jurja Detalj iz unutrašnjosti stare zgrade Narodne banke Jugoslavije              | 2001.                |
|                      |                      | 5.000 dinara         |                      | ljubičasto-zelena    | Slobodan Jovanović Detalj ornamenta sa zgrade SANU                     | Portret Slobodana Jovanovića Silueta Narodne skupštine Srbije                                                          | 2002                 |

Izgled novčanica kasnijeg srpskog dinara temelji se na dizajnu ove zadnje serije jugoslavenskog dinara. Jedina je razlika to, što umjesto teksta Narodna Banka Jugoslavije na naličju novčanica piše Narodna Banka Srbije.

## Vanjske poveznice
- Izgled novčanica jugoslavenskog dinara od 1920. – 2000. godine na portalu Ron Wise's Banknoteworld (engl)